# Cynometra megalophylla
Cynometra megalophylla är en ärtväxtart som beskrevs av Hermann August Theodor Harms. Cynometra megalophylla ingår i släktet Cynometra, och familjen ärtväxter. Inga underarter finns listade i Catalogue of Life.